# Rio Ma
O Rio Ma na província de Thanh Hoa, no Vietnã.

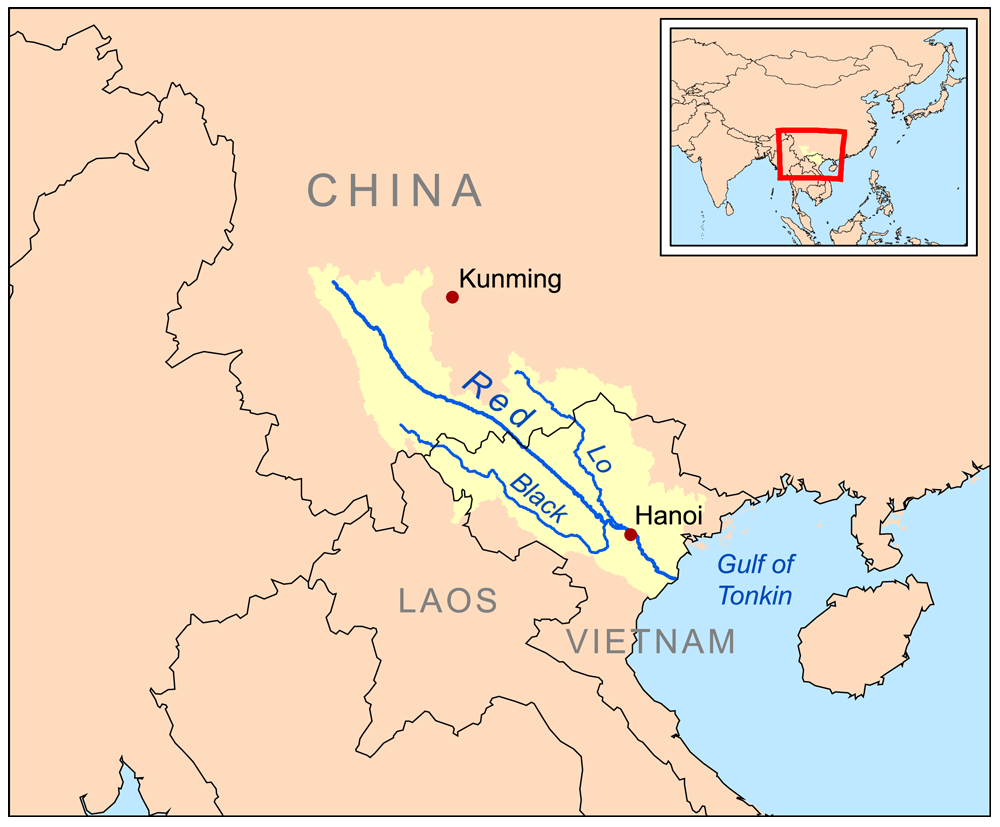
Rio Vermelho e seus afluentes

O Rio Ma (em vietnamita: Song Ma;  em Laociano: Nam Ma) é um rio na Ásia, originário do nordeste do Vietnã e Laos. Ele se estende por 400 quilômetros do Vietnã ao Laos, e depois adentra novamente o território do Vietnã, encontrando o mar no Golfo de Tonkin.
Os principais afluentes do rio Ma são o Rio Chu (ou rio Nam Sam, como é chamado no Laos), o rio Buoi, e o Rio Cau Chay. Todos eles juntam-se ao rio Ma na província de Thanh Hoa, na região centro-norte do Vietnã.